# Праздник Непорочного Сердца Марии

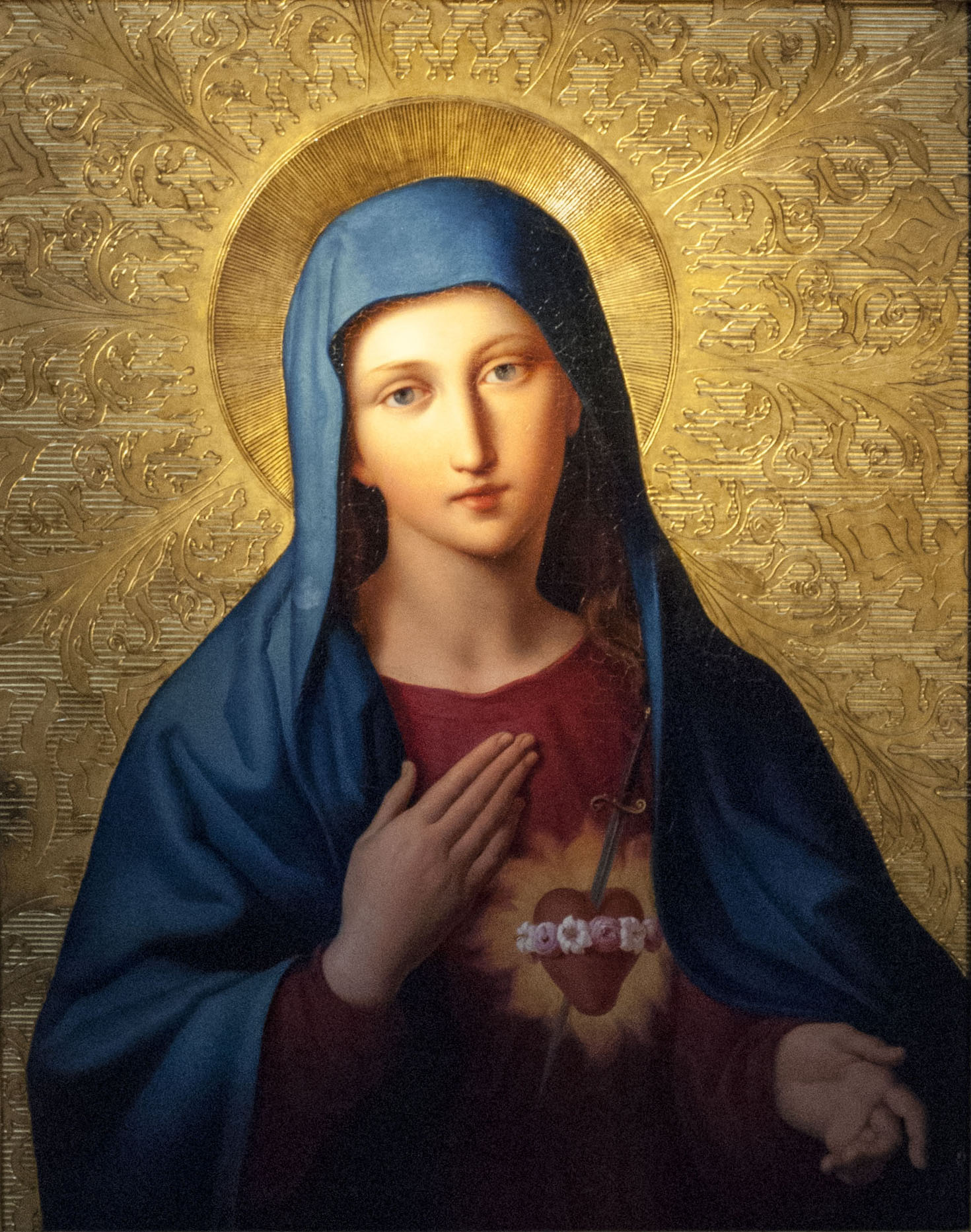
Икона Марии и Её Непорочного Сердца

Праздник Сердца Марии, праздник Непорочного Сердца Пресвятой Девы Марии — в Католической церкви — праздник, посвященный почитанию Непорочного Сердца Богородицы. Отмечается в субботу, на следующий день после праздника Сердца Иисуса, на девятый день после праздника Тела и Крови Христовых и на тринадцатый день после Дня Святой Троицы. Сердце Марии является символом любви Богородицы к людям, а также милосердия и сострадания к человечеству, за спасение которого она непрестанно возносит молитву.
Почитание Сердца Марии, как символа любви к людям, возникло в Средние века.
Праздник Сердца Марии был внесен в календарь некоторых французских епархий в 1648 году, в 1799 г. папа Пий VI подтвердил разрешение этого праздника. Окончательно в церковный календарь праздник был внесён в 1855 г.
Дни празднования торжества Непорочного Сердца Марии:
- 2016: 4 июня
- 2017: 24 июня
- 2018: 9 июня